# M7 (Wit-Rusland)
De M7 of Magistrale 7 is een hoofdweg in Wit-Rusland met een lengte van 94 kilometer. De weg loopt van Valozjin via Asjmjany naar de grens met Litouwen. Aan de Litouwse grens sluit de weg aan op de Litouwse weg A3 naar Vilnius. De M7 is onderdeel van de E28 tussen Berlijn en Minsk.
Bij Valozjin sluit de M7 aan op de M6 naar Minsk. Het deel tussen Valozjin en Minsk wordt door sommigen gezien als een dubbelnummering van de M6 en M7. De M7 zou in dat geval in Minsk beginnen en een lengte van 136 kilometer hebben.

## Geschiedenis
Tot ongeveer 2000 heette de M7 R28. Omdat de weg, als onderdeel van de route Minsk-Vilnius en van de E28, zeer belangrijk is voor het doorgaande verkeer, is het een hoofdweg geworden.
De oude M7 liep van Minsk via Sloetsk naar Mikasjevitsjy. Dit is nu de R23, omdat deze weg geen belangrijke functie heeft.
M1 · 
M2 · 
M3 · 
M4 · 
M5 · 
M6 · 
M7 · 
M8 · 
M9 · 
M10 · 
M11 · 
M12 · 
M14